# Palazzo Sanfelice

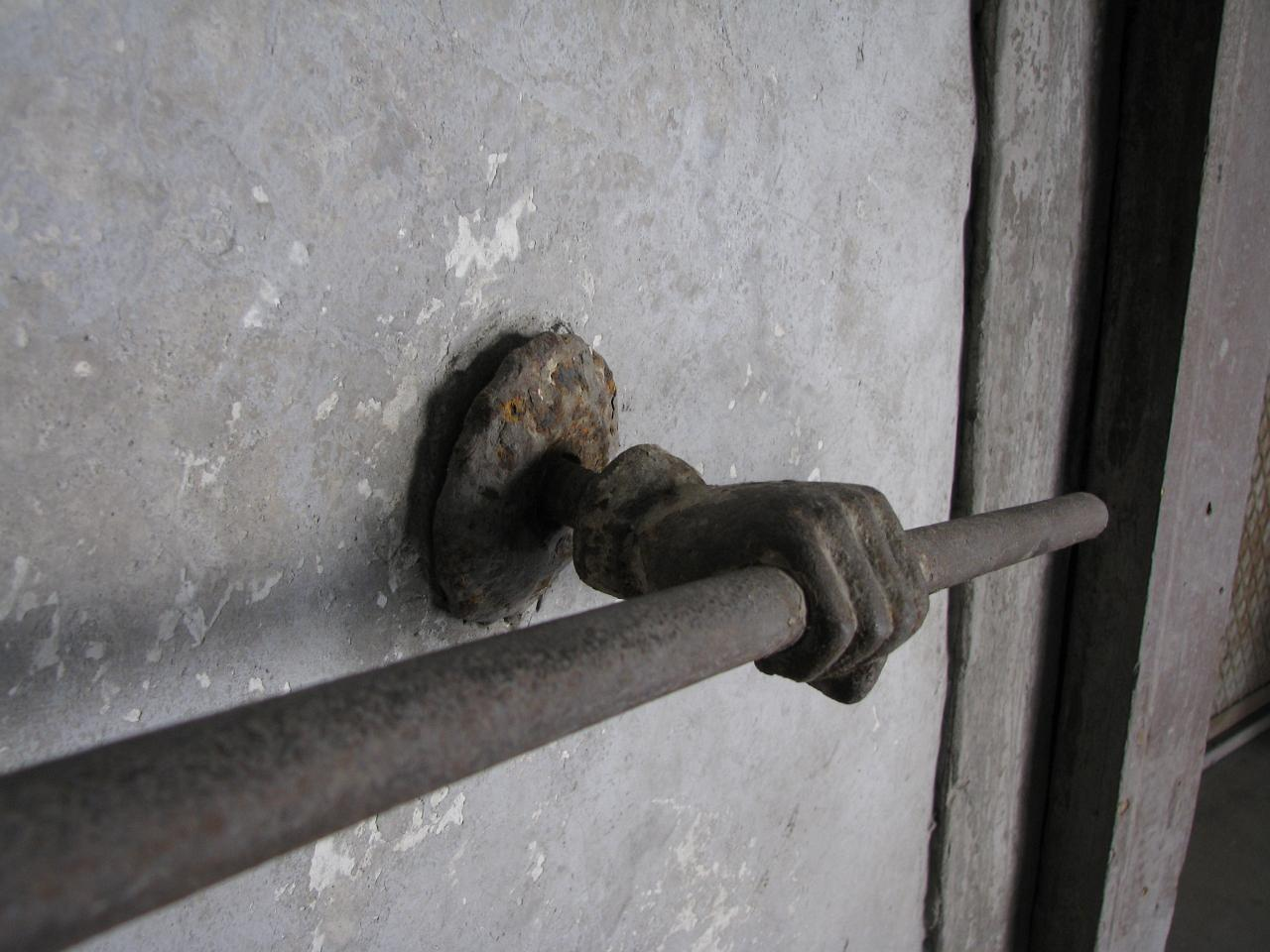
Corrimano di una scalinata

Il Palazzo Sanfelice è un palazzo monumentale di Napoli ubicato nel Rione Sanità.

## Storia e descrizione
Tra il 1724 e il 1728, Ferdinando Sanfelice progetta la propria abitazione e per la sua famiglia in una zona fuori dalle mura, in un luogo più salubre rispetto all'affollatissimo centro. Il Sanfelice progetta il palazzo accanto ad un preesistente edificio acquistato dai Sanfelice, che quindi viene inglobato nel progetto della sua maestosa residenza. Sui portali gemelli in piperno e marmo sono apposte targhe settecentesche tra le sirene e il balcone del primo piano.
Sul portale dell'abitazione realizzata e progettata dall'architetto napoletano c'è questa lapide:
mentre su quello del palazzo da lui acquistato e ristrutturato c'è quest'altra:

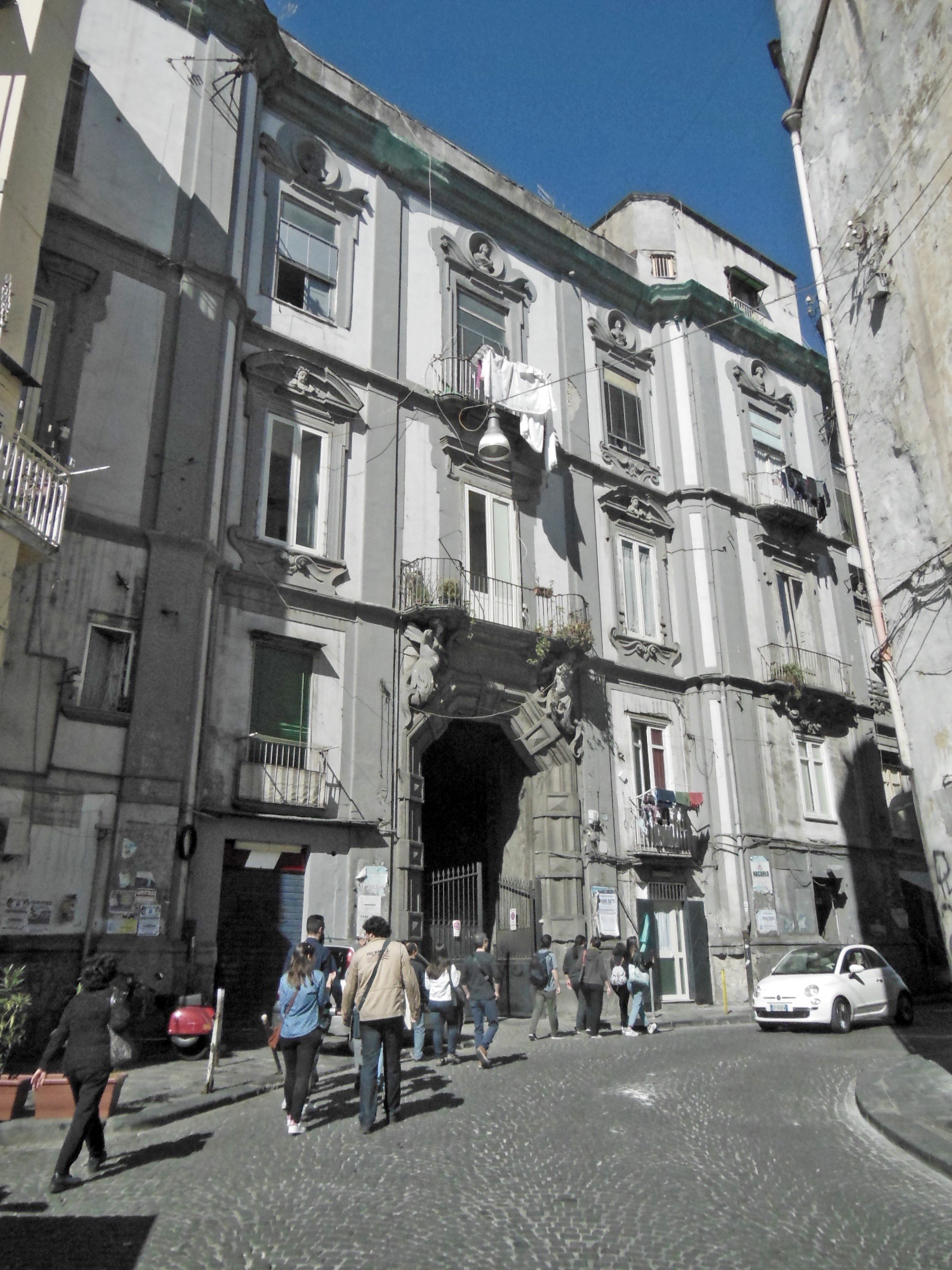
La facciata esterna del palazzo

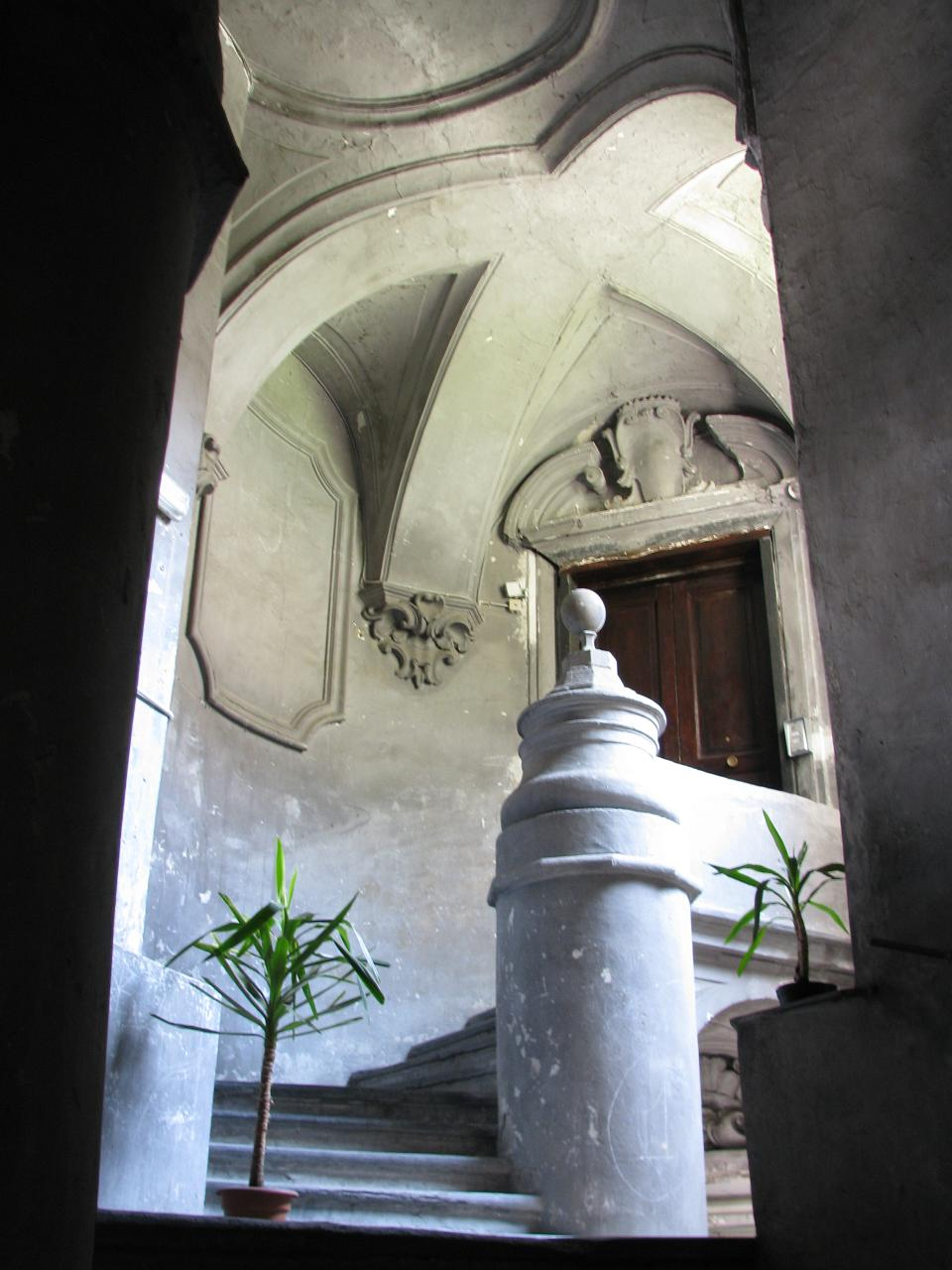
Scala del primo cortile

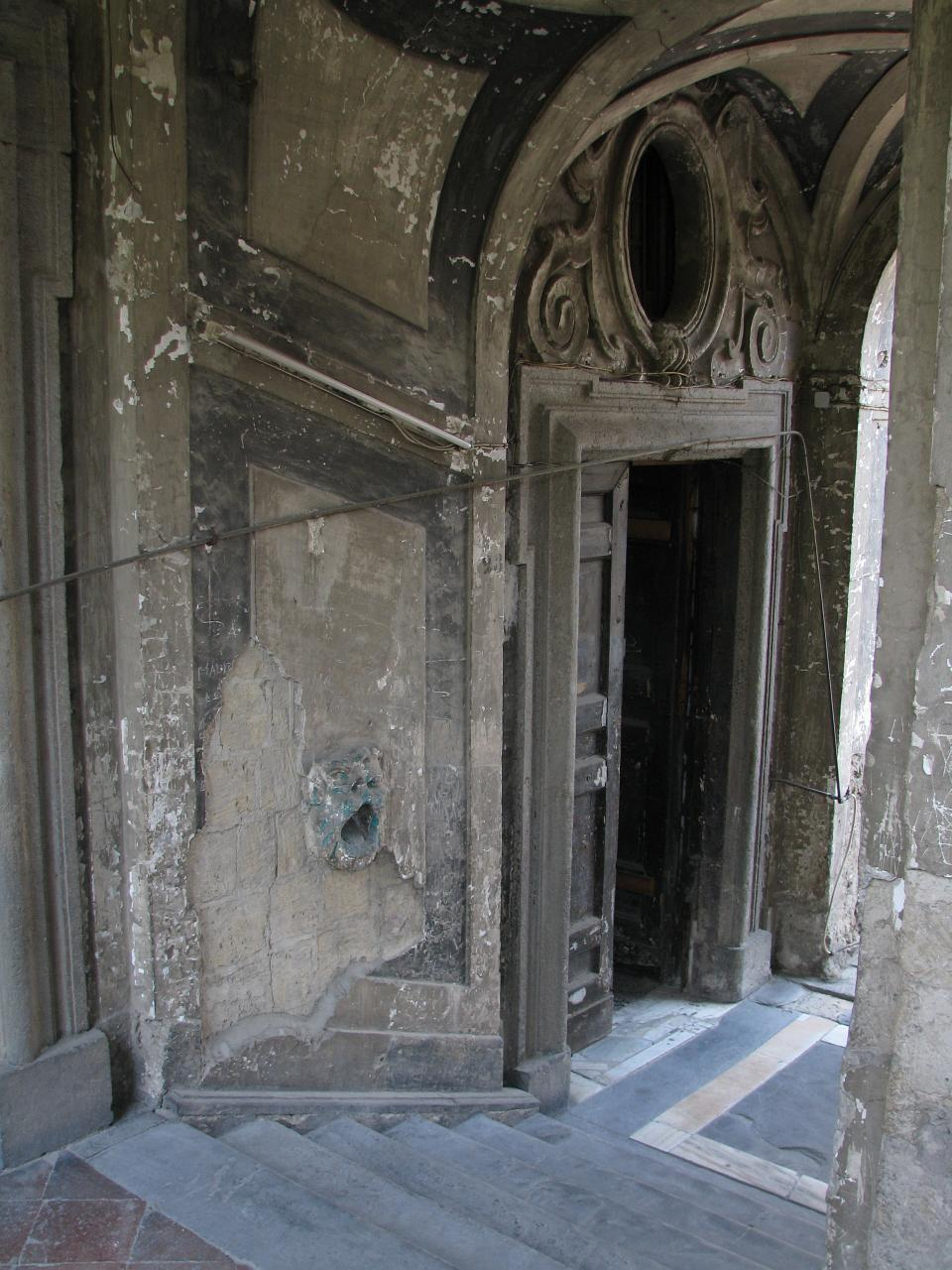
Decorazioni in stucco nello scalone principale

La facciata, scandita dalle aperture delle sette finestre decorate con stucchi, si alza per due piani. Il piano nobile alterna finestre con timpani piatti dove sono i balconi e timpani tondi e/o triangolari dove sono solamente finestre; al secondo piano invece ci sono decorazioni con il sesto arcuato verso l'esterno, dove al centro ci sono tondi con busti.
Notevoli sono i cortili che fungono da scenografia insieme alle scale.
Il primo cortile è a pianta ottagonale e permette di accedere al vestibolo con resti di affreschi di stemmi nobiliari dei proprietari; nel cortile c'è una scala sanfeliciana che ripercorre l'inclinazione delle pareti ottagonali.
Il secondo cortile, di pianta rettangolare, ha una semplice scala sanfeliciana ad ali di falco che fa da proscenio al giardino retrostante.
Nell'interno c'erano affreschi di Francesco Solimena e nella cappella privata sculture di Giuseppe Sammartino che oggi sono scomparse, ma sono attestate dalle guide settecentesche della città.

## Curiosità
Sulle scale all'ingresso si nota la copertura degli scalini con pietra di Lavagna inserita dal Sanfelice in onore della moglie originaria proprio dal paese di Lavagna in Liguria.
Il primo cortile con la famosa scala aperta fu utilizzato per l'ambientazione del film Questi fantasmi, versione cinematografica del 1967 della commedia Questi fantasmi! di Eduardo De Filippo.
È stato inoltre teatro di altri film come Le quattro giornate di Napoli di Nanni Loy, Gegè Bellavita di Pasquale Festa Campanile, Piedone lo sbirro di Steno e, nel settembre 2011, sono qui state effettuate alcune riprese della miniserie Pupetta - Il coraggio e la passione con Manuela Arcuri andato in onda in prima TV nel giugno 2013. Inoltre sono state girate alcune scene della terza serie di Gomorra - La serie e alcune scene del film 5 è il numero perfetto. Nel 2019 vi sono state girate le scene finali de Il sindaco del rione Sanità, film di Mario Martone ispirato all'omonima commedia di Eduardo De Filippo.
Nel terzo atto de La gatta Cenerentola di Roberto De Simone la scenografia è ispirata a questo palazzo.
Sempre in questo stabile nell'estate del 2020 sono avvenute alcune riprese della serie televisiva Mina Settembre per essere qui stato ambientato il consultorio dove la protagonista lavora. Nel 2023 l'edificio è stato visibile nel primo episodio - seconda stagione - della serie televisiva Il commissario Ricciardi, dove è ambientato l'alloggio dell'usuraio Gennaro Luise.
Il Palazzo Sanfelice è anche visibile nella sigla d'apertura della longeva soap opera Un posto al sole, appunto ambientata a Napoli.